# Michał Masłowski (profesor)
Michał Masłowski (ur. 15 lutego 1944 w Warszawie) – pracujący we Francji profesor literatury polskiej, historyk literatury, prezes Stowarzyszenia Polonistów Polskich we Francji.
Jest znawcą i badaczem literatury romantyzmu, teatru oraz antropologii kultur Europy Środkowej. Zajmuje się również tłumaczeniem literatury polskiej na język francuski (Adam Mickiewicz, Juliusz Słowacki, Czesław Miłosz, Tadeusz Różewicz). Po polsku wydał m.in. Gest, symbol i rytuały polskiego teatru romantycznego oraz Problemy tożsamości. Szkice mickiewiczowskie i (post)romantyczne. 
Od 1 lutego 2005 pracuje na Université Paris Sorbonne (Paris IV).
W 2017 został odznaczony francuskim krzyżem komandorskim Orderu Palm Akademickich.